# 선사시대사 연표

## 홍적세

### 전기 구석기 시대
- 330만 년 전: 로에크위 문화
- 260만 년 전-170만 년 전: 올도완 문화
- 176만 년 전-13만 년 전: 아슐 문화

### 중기 구석기 시대
- 31만 5,000년 전: 호모 사피엔스의 출현(모로코 자발 이구드)
- 27만 년 전: 하플로그룹 A00(Y염색체 아담)
- 25만 년 전: 네안데르탈인의 출현(사코파스토레 해골)
- 25만 년 전-20만 년 전: 현생인류가 서아시아에 진출(미슬리야 동굴)
- 23만 년 전-15만 년 전: 마크로하플로그룹 L (mtDNA)(미토콘드리아 이브)
- 21만 년 전: 현생인류가 동남유럽에 진출(그리스 아피디마).[1]
- 19만 5,000년 전: 오모 유해(에티오피아).[2]
- 17만 년 전: 인류가 의복을 입기 시작.[3]
- 16만 년 전: 호모 사피엔스 이달투의 출현.
- 16만 년 전-4만 년 전: 무스티에 문화
- 15만 년 전: 아프리카에 사람 가득참. 하플로그룹 L0 (mtDNA)
- 12만 5,000년 전: 에미앵 간빙기의 절정기.
- 12만 년 전: 호주 원주민들이 불구덩이로 요리를 함. 숯과 불탄 돌이 발굴됨.[4]
- 12만 년 전-9만 년 전: 아바시아 강우. 북아프리카 오늘날의 사하라 사막이 습윤하고 비옥했던 시절.
- 12만 년 전-7만 5,000년 전: 코이산족이 남아프리카에서 동아프리카로 이주.[5]
- 10만 년 전: 오늘날의 이집트-수단 국경지역에서 건물의 탄생(타원형 토대 위에 사암 벽돌을 쌓은 것이 발견).[6]
- 8만 2,000년 전: 모로코 타프로알트에서 조개껍데기를 꿰어 장신구로 삼음. 가장 이른 시기의 장신구 유물.[7]
- 8만 년 전-7만 년 전: 사하라 이남 아프리카인과 비아프리카인의 유전적 분리(남부 분산 경로).
- 7만 5,000년 전: 토바 화산의 초분화로 전세계의 인류 인구가 15,000 명 정도로 감소.[8]
- 7만 년 전: 예술의 가장 초기 형태(남아프리카 블롬보스 동굴).[9]
- 6만 7,000년 전–4만 년 전: 네안데르탈인이 유럽인과 혼혈하여 흡수됨.
- 5만 년 전: 데니소바인들이 바늘을 발명해서 이용.[10]
- 5만 년 전-3만 년 전: 무스테리안 강우. 오늘날의 사하라가 여전히 습윤하고 비옥. 아프리카에서 후기 석기시대 시작.
- 4만 5,000년 전–4만 3,000년 전: 유럽 초기 현생인류.[11]

## 충적세

### 기원전 제3천년기
- 5,000년 전: 오크니에 스캐러 브레이가 만들어지다.[12]
- 4,600년 전 = 기원전 2600년: 수메르와 이집트에서 각각 설형문자와 신성문자를 발명, 역사시대의 시작.

### 원사시대
- 3,800년 전 = 기원전 1800년: 크레타와 키프로스에서 선문자 A를 개발. 이 문자는 아직 해독이 안 되고 있다.
- 3,600년 전 = 기원전 1600년: 미노아 분화. 지난 1만 년 동안 가장 거대한 화산분화.
- 3,450년 전 = 기원전 1450년: 미케네 문명. 해독된 유럽 문자 중 가장 오래된 문자를 사용.
- 3,200년 전 = 기원전 1200년: 갑골문자로 상고 한어를 기록.
- 3,050년 전–2,800년 전: 음소문자인 페니키아 문자가 지중해 연안에 퍼짐
- 2,300년 전 = 기원전 300년: 미주대륙에서 발생한 문자 중 유일하게 완전히 해독된 마야 문자 출현.
- 2,260년 전 = 기원전 260년: 해독된 남아시아 문자 중 가장 오래된 문자로 중고 인도아리아어가 기록.
- 기원후 1800년대: 이스터섬에서 만들어진 롱고롱고가 가장 최근 만들어진 독립 문자인 것으로 추정. 아직 미해독.

## 같이 보기
- 틀:인류 연표
- 고대사 연표
- 발명사 연표
- 생명진화사 연표
- 고대 근동
- 선콜럼버스 시대